# Jacques Novicow
Jacques Novicow (en russe : Яков Александрович Новиков, Iakov Aleksandrovitch Novikov), né le 29 septembre 1849 à Constantinople et mort le 21 mai 1912, était un sociologue russe d'expression française.
Né d'un père russe et d'une mère grecque, il était le quatrième enfant de sa famille. En 1853, celle-ci s'installa à Odessa. Un voyage en Italie, vers l'âge de huit ans, lui fit une forte impression. Il fit des études de droit à l'Université d'Odessa, mais il s'intéressa rapidement aux questions sociales. Il fut professeur à l'Université d'Odessa, mais également membre de la Chambre de commerce et ancien membre du Conseil provincial de cette ville. Il avait de plus hérité de l'industrie de son père. Il passa une partie de sa vie en France et écrivit en français la plupart de ses ouvrages. Son ouvrage Les Luttes entre les sociétés humaines et leurs phases successives lui apporta la notoriété. Farouche opposant du darwinisme social et de la guerre, il fut l'un des promoteurs et défenseurs de la fédération européenne. Il défendit également le français comme langue internationale, face à l'anglais.
Il fut membre et vice-président de l'Institut international de sociologie. Jacques Novicow, peu connu maintenant, développa une critique rationnelle et systématique de la guerre bien avant que Norman Angell publie La grande illusion.
À en croire l'article de Kevin Alleno paru dans Relations Internationales, Angell se serait même grandement inspiré de l'œuvre de Novicow, ce qui occasionna d'ailleurs une grande polémique dans les milieux pacifistes.
Vierdana Grossi explique le relatif anonymat de Novicow par le fait qu'il habitait Odessa et non une grande ville, comme Londres, à l'instar d'Angell. Ce dernier se justifia beaucoup vis-à-vis de Novicow, qui préférait rester discret.
Novicow, par ses thèses pacifistes, eut une certaine « proximité intellectuelle » avec les socialistes bien qu'il détestât leurs thèses économiques et le concept de lutte des classes, qu'il assimilait à du darwinisme social.

## Œuvres
- Une visite, 1878
- Une définition de l’Art, 1882
- La Politique internationale, 1886
- Les Luttes entre les sociétés humaines et leurs phases successives, 1893
- La guerre et ses prétendus bienfaits, 1894
- Les Gaspillages des sociétés modernes: : contribution à l'étude de la question sociale, Paris, Félix Alcan, coll. «Bibliothèque de philosophie contemporaine», 1894
- Le Péril jaune, 1897
- Essai de notation sociologique, 1897
- Conscience et volonté sociales, 1897
- L'Avenir de la race blanche, critique du pessimisme contemporain, Paris, Félix Alcan, coll. «Bibliothèque de philosophie contemporaine», 1897
- La théorie organique des sociétés, 1899
- La Fédération de l'Europe, 1901
- L'Expansion de la nationalité française, 1903
- L’affranchissement de la Femme, 1903
- La Possibilité du bonheur, 1904
- La Justice et l’expansion de la Vie. Essai sur le bonheur des sociétés humaines, 1905
- Le Problème de la misère et les phénomènes économiques naturels, 1908
- La Critique du darwinisme social , 1910
- Le Français, langue auxiliaire de l’Europe, 1911
- L'Alsace-Lorraine, obstacle à l'expansion allemande, 1913
- L'Illusion patriotique, 1925